# خليفة إبراهيم
خليفة إبراهيم (مواليد 30 مارس 1991) لاعب كرة قدم إماراتي يجيد اللعب في الوسط .
لعب سابقاً مع أندية الأهلي والظفرة و دبا الفجيرة والشعب و خورفكان و الذيد .

## روابط خارجية
- خليفة إبراهيم على موقع قاعدة بيانات كرة القدم.إي يو (الإنجليزية)
- خليفة إبراهيم على موقع Soccerway.com (الإنجليزية)